# Daniel Lopar
Daniel Lopar (* 19. April 1985 in Kreuzlingen) ist ein Schweizer ehemaliger Fussballtorhüter. Er stand zwischen 2006 und 2019 beim FC St. Gallen unter Vertrag.

## Karriere

### Vereine
Nach der Zeit beim Jugendverein FC Romanshorn wechselte Lopar ins Kader des FC Wil, der damals in der höchsten Schweizer Liga spielte. Dort erhielt er in der Saison 2003/04 im Alter von 18 Jahren viel Spielzeit, da er den verletzten Stammtorhüter Nicolas Beney ersetzte. Während er noch im selben Jahr mit Wil in die Challenge League abstieg, konnte er gleichzeitig den bisher grössten Erfolg seiner Karriere feiern, als er mit seiner Mannschaft den Grasshopper Club Zürich im Endspiel des Schweizer Cups mit 3:2 bezwang.
Nach dem Abstieg spielte er mit Wil in der Qualifikation für den UEFA-Cup, ehe er den Verein im Frühjahr 2006 in Richtung FC Thun verliess, wo er als Reservist während seines halbjährigen Engagements lediglich vier Ligaspiele bestritt.
Auf die Saison 2006/07 wechselte Lopar zum FC St. Gallen (FCSG). Auch in St. Gallen war er vorerst hinter Stefano Razzetti nur zweite Wahl. Dies änderte sich im Januar 2008, als der neue Trainer Krassimir Balakow die Torhüter-Hierarchie für die Rückrunde änderte und Lopar zur nominellen Nummer 1 beim FC St. Gallen berief. Er stieg mit St. Gallen zum Ende der Saison 2007/08 in die Challenge League ab. Nach dem Meistertitel 2008/09 kehrte er mit St. Gallen unmittelbar in die Super League zurück.
Danach spielte er weiter für den FC St. Gallen, wo er zwischenzeitlich durch Germano Vailati im Tor ersetzt wurde, seit der Saison 2011/12 jedoch wieder Stammtorhüter war. Nach dem Abstieg 2011 folgte in der folgenden Saison der sofortige Wiederaufstieg. Der FCSG erreichte in der Super League den 3. Platz, welcher zur Qualifikation für die UEFA Europa League berechtigte. Nach einem Sieg über Spartak Moskau in den Play-offs qualifizierte sich der FCSG für die Gruppenphase. In der Meisterschaft verlor Lopar seinen Stammplatz für die letzten fünf Spiele der Saison 2013/14 an Marcel Herzog.
In der Folgesaison setzte der Trainer Jeff Saibene auf eine Torhüterrotation. Lopar spielte zwei Spiele und musste danach jeweils für zwei Spiele auf der Bank Platz nehmen. Dank guten Vorbereitungsergebnissen vor der Saison 2015/16 entschied sich Saibene für Lopar als Stammtorhüter. Im Januar 2018 verlor er seinen Stammplatz an Dejan Stojanović Im März 2019 wurde bekannt, dass Lopar den FC St. Gallen verlassen und sich den Western Sydney Wanderers anschliessen werde.

### Nationalmannschaft
Im Sommer 2005 nahm Lopar mit der Schweizer U-20-Auswahl an der Junioren-Weltmeisterschaft in den Niederlanden teil. Als Stammtorhüter in das Turnier gestartet, verletzte er sich nach der ersten Partie gegen Südkorea (2:1) und konnte im weiteren Verlauf nicht mehr eingesetzt werden.

## Erfolge
- Schweizer Cupsieger (2004)
- Challenge-League-Meister (2008/09, 2011/12)